# Dominique Mamberti
Dominique François Joseph Mamberti (Marakeš, 7. ožujka 1952.) francuski je prelat Katoličke Crkve i prefekt Apostolske signature u Rimskoj kuriji.
Mamberti se smatra stručnjakom za Latinsku Ameriku, Ujedinjene narode, Afriku, Bliski istok i islam.
Dana 4. siječnja 2015. papa Franjo najavio je da će 14. veljače nadbiskupa Mambertija proglasiti kardinalom. Na svečanosti je imenovan kardinalom-đakonom naslovne crkve Santo Spirito u Sasiji.